# Diadegma callisto
Diadegma callisto är en stekelart som beskrevs av Horstmann 1993. Diadegma callisto ingår i släktet Diadegma och familjen brokparasitsteklar. Inga underarter finns listade i Catalogue of Life.